# Notre-Dame-de-Vaulx
Pour les articles homonymes, voir Notre-Dame.
Notre-Dame-de-Vaulx est une commune française située dans le département de l'Isère, en région Auvergne-Rhône-Alpes. Elle compose avec Saint-Jean-de-Vaulx le « Pays de Vaulx ».

## Géographie

### Situation et description
Positionnée sur le plateau de la Matheysine, dans le sud-est du département de l'isère, la commune, traversée par le 45e parallèle nord, est de ce fait située à égale distance du pôle Nord et de l'équateur terrestre (environ 5 000 km).
La commune de Notre-Dame-de-Vaulx est située à une trentaine de kilomètres au sud de Grenoble, près de La Mure.

### Communes limitrophes
Les communes limitrophes de Notre-Dame-de-Vaulx sont Saint-Théoffrey, Pierre-Châtel, Saint-Jean-de-Vaulx, La Motte-d'Aveillans, La Motte-Saint-Martin et Monteynard.

### Climat
Pour des articles plus généraux, voir Climat d'Auvergne-Rhône-Alpes et Climat de l'Isère.
En 2010, le climat de la commune est de type climat de montagne, selon une étude du Centre national de la recherche scientifique s'appuyant sur une série de données couvrant la période 1971-2000. En 2020, Météo-France publie une typologie des climats de la France métropolitaine dans laquelle la commune est exposée à un climat de montagne ou de marges de montagne et est dans une zone de transition entre les régions climatiques « Alpes du nord » et « Alpes du sud ». 
Pour la période 1971-2000, la température annuelle moyenne est de 8,3 °C, avec une amplitude thermique annuelle de 16,6 °C. Le cumul annuel moyen de précipitations est de 1 209 mm, avec 9,4 jours de précipitations en janvier et 6,9 jours en juillet. Pour la période 1991-2020, la température moyenne annuelle observée sur la station météorologique de Météo-France la plus proche, « La Mure-radome », sur la commune de La Mure à 10 km à vol d'oiseau, est de 8,5 °C et le cumul annuel moyen de précipitations est de 948,6 mm,. Pour l'avenir, les paramètres climatiques de la commune estimés pour 2050 selon différents scénarios d'émission de gaz à effet de serre sont consultables sur un site dédié publié par Météo-France en novembre 2022.

## Urbanisme

### Typologie
Au 1er janvier 2024, Notre-Dame-de-Vaulx est catégorisée commune rurale à habitat dispersé, selon la nouvelle grille communale de densité à sept niveaux définie par l'Insee en 2022.
Elle est située hors unité urbaine. Par ailleurs la commune fait partie de l'aire d'attraction de Grenoble, dont elle est une commune de la couronne,. Cette aire, qui regroupe 204 communes, est catégorisée dans les aires de 700 000 habitants ou plus (hors Paris),.

### Occupation des sols
L'occupation des sols de la commune, telle qu'elle ressort de la base de données européenne d’occupation biophysique des sols Corine Land Cover (CLC), est marquée par l'importance des forêts et milieux semi-naturels (68,9 % en 2018), en diminution par rapport à 1990 (74,7 %). La répartition détaillée en 2018 est la suivante : 
forêts (37,7 %), milieux à végétation arbustive et/ou herbacée (31,3 %), terres arables (16,8 %), prairies (8,6 %), zones urbanisées (4,7 %), zones agricoles hétérogènes (1 %). L'évolution de l’occupation des sols de la commune et de ses infrastructures peut être observée sur les différentes représentations cartographiques du territoire : la carte de Cassini (XVIIIe siècle), la carte d'état-major (1820-1866) et les cartes ou photos aériennes de l'IGN pour la période actuelle (1950 à aujourd'hui).

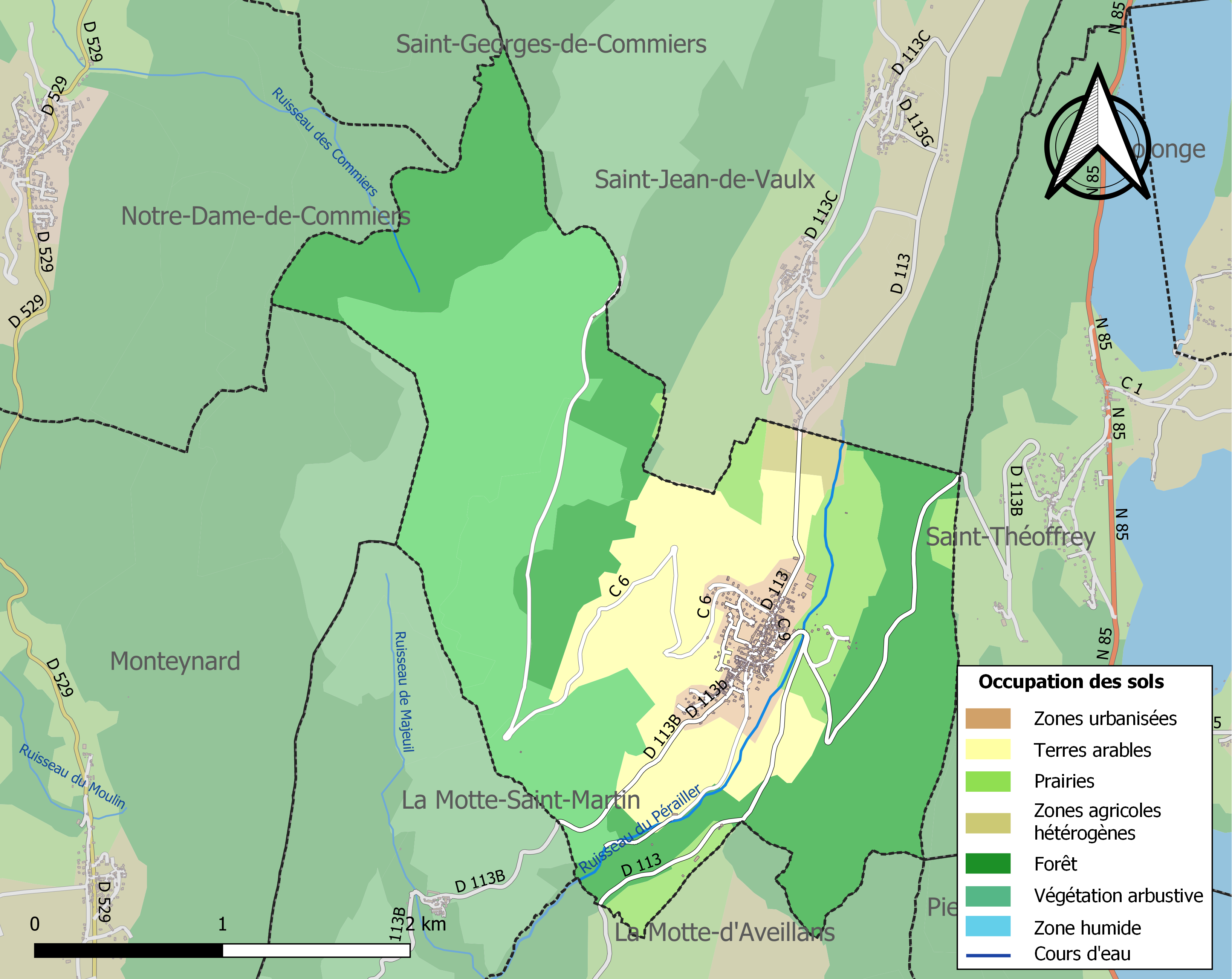
Carte des infrastructures et de l'occupation des sols de la commune en 2018 (CLC).

## Histoire
Au début du XXe siècle, beaucoup de personnes vinrent s'installer à Notre-Dame-de-Vaulx pour travailler dans les mines de charbon. La Première Guerre mondiale fit diminuer considérablement la population et de même pour la Seconde Guerre mondiale. L'exode rural affecta aussi la baisse d'habitants.
Depuis le début des années 2000, la population stagne. Avant le décret du 1er février 2001, la commune s'appelait officiellement Notre-Dame-de-Vaux.

## Politique et administration

### Liste des maires
| Période                                  | Période                   | Identité          | Étiquette | Qualité      |
| ---------------------------------------- | ------------------------- | ----------------- | --------- | ------------ |
| 1947                                     | mai 1971                  | Victor Collomb    | PCF       | Mineur       |
| mai 1971                                 | mars 1983                 | Paul Terville     | PCF       | Mineur       |
| mars 1983                                | juillet 2006              | Serge Rejneri     | DVG       | Éducateur    |
| juillet 2006                             | avril 2014                | Jean-Louis Léon   | DVD       | Entrepreneur |
| avril 2014                               | 2020                      | Michel Favier     | SE        |              |
| 2020                                     | décembre 2021 (démission) | Marc Souet        |           |              |
| février 2022                             | En cours                  | Bernadette Garcia |           |              |
| Les données manquantes sont à compléter. |                           |                   |           |              |

## Population et société

### Démographie
L'évolution du nombre d'habitants est connue à travers les recensements de la population effectués dans la commune depuis 1793. Pour les communes de moins de 10 000 habitants, une enquête de recensement portant sur toute la population est réalisée tous les cinq ans, les populations de référence des années intermédiaires étant quant à elles estimées par interpolation ou extrapolation. Pour la commune, le premier recensement exhaustif entrant dans le cadre du nouveau dispositif a été réalisé en 2004.

En 2022, la commune comptait 518 habitants, en évolution de +2,98 % par rapport à 2016 (Isère : +3,07 %, France hors Mayotte : +2,11 %).
| 1793 | 1800 | 1806 | 1821 | 1831 | 1836 | 1841 | 1846 | 1851 |
| ---- | ---- | ---- | ---- | ---- | ---- | ---- | ---- | ---- |
| 383  | 362  | 384  | 377  | 593  | 655  | 706  | 793  | 906  |

| 1856 | 1861 | 1866 | 1872 | 1876 | 1881 | 1886 | 1891 | 1896 |
| ---- | ---- | ---- | ---- | ---- | ---- | ---- | ---- | ---- |
| 949  | 950  | 995  | 969  | 930  | 906  | 880  | 892  | 986  |

| 1901  | 1906  | 1911  | 1921 | 1926 | 1931 | 1936 | 1946 | 1954 |
| ----- | ----- | ----- | ---- | ---- | ---- | ---- | ---- | ---- |
| 1 054 | 1 102 | 1 036 | 844  | 780  | 712  | 606  | 545  | 520  |

| 1962 | 1968 | 1975 | 1982 | 1990 | 1999 | 2004 | 2006 | 2009 |
| ---- | ---- | ---- | ---- | ---- | ---- | ---- | ---- | ---- |
| 485  | 416  | 320  | 306  | 392  | 495  | 570  | 581  | 552  |

| 2014 | 2019 | 2022 | - | - | - | - | - | - |
| ---- | ---- | ---- | - | - | - | - | - | - |
| 519  | 521  | 518  | - | - | - | - | - | - |

### Enseignement
La commune est rattachée à l'académie de Grenoble.

### Sport

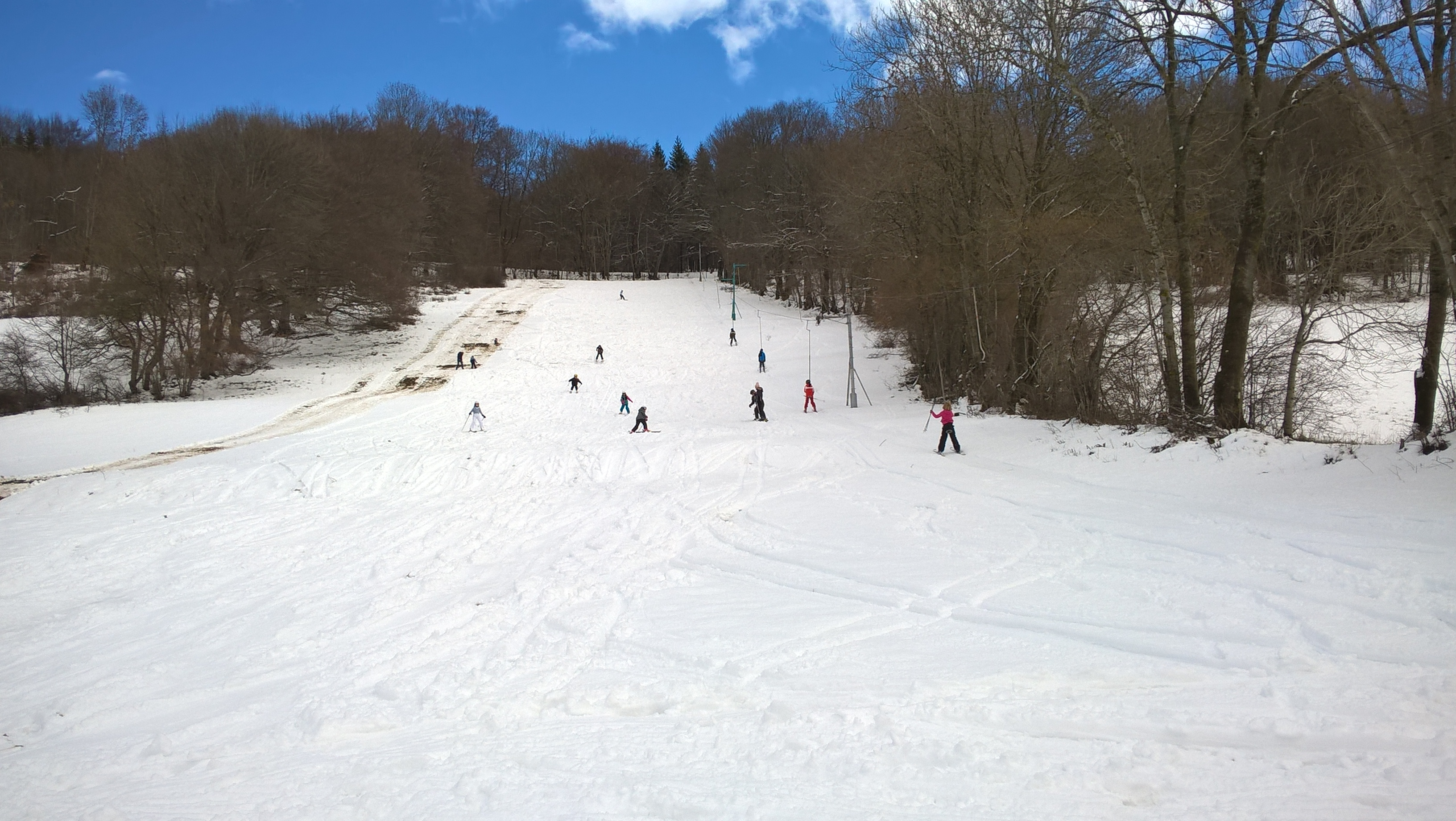
Le téléski du village.

- le terrain de football "Jean-Pierre-Richard", au Sabot
- le stade multifonctions et le terrain de tennis, au Sabot

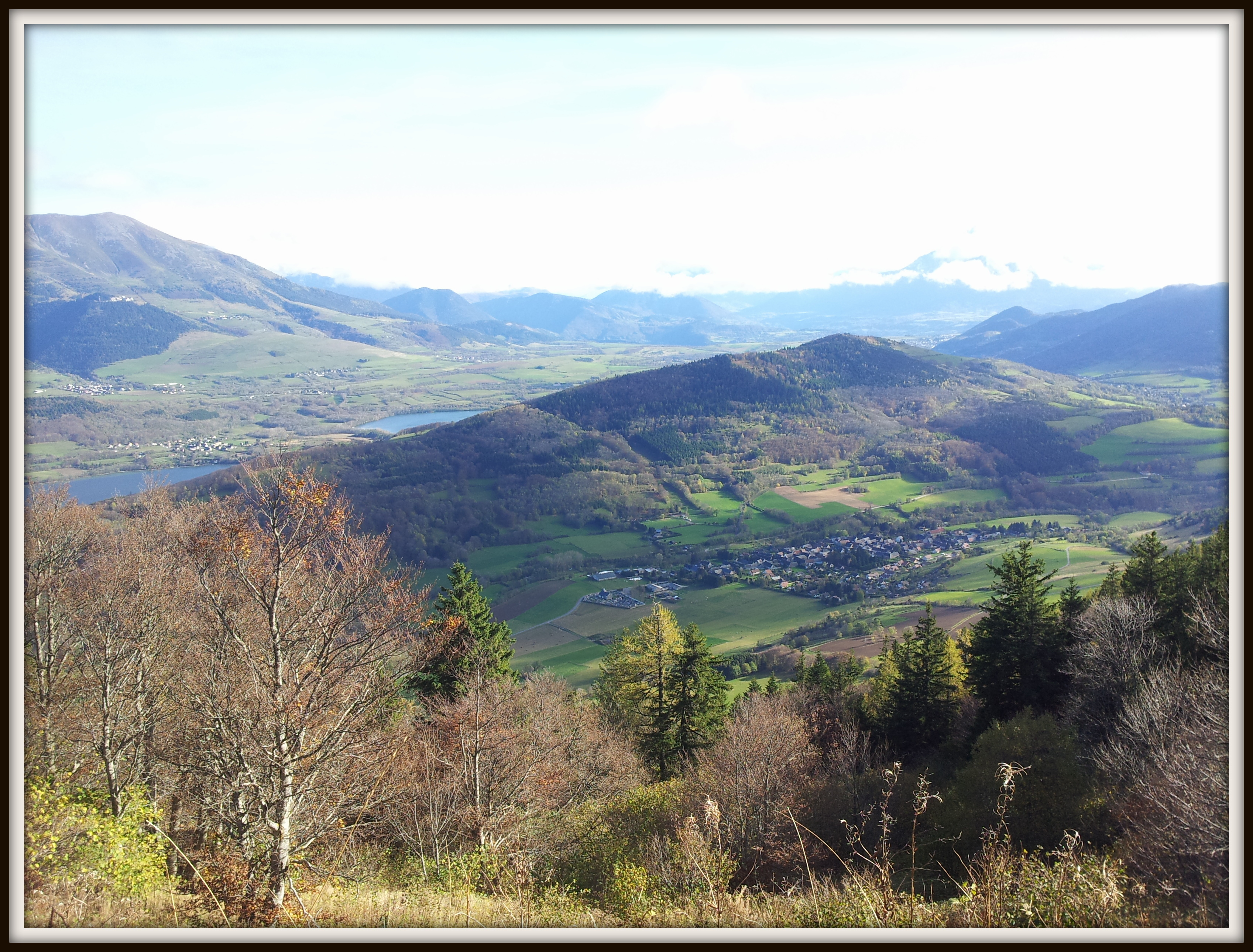
Vue de Notre-Dame-de-Vaulx depuis le Connex.

- le téléski du village, au Sabot

### Cultes
La communauté catholique et l'église de Notre-Dame-de-Vaulx (propriété de la commune) dépendent de la paroisse Saint Pierre Julien Eymard qui rassemble un grand nombre de villages autour de la cité de La Mure. Cette paroisse est rattachée au diocèse de Grenoble-Vienne.

## Culture et patrimoine

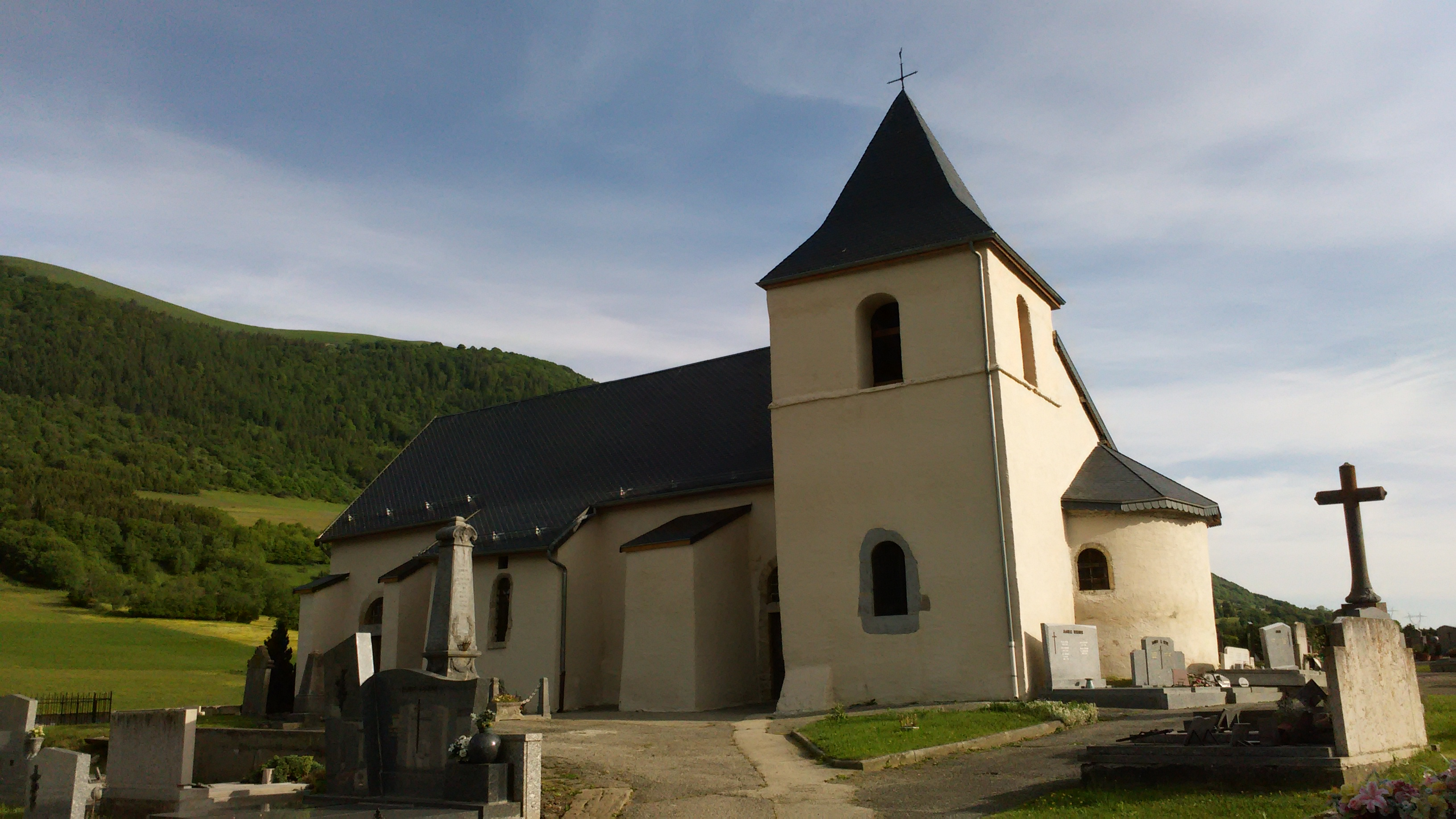
L'église.

### Patrimoine religieux
- l'église Saint-Laurent de Notre-Dame-de-Vaulx, néo-romane et le cimetière.
- la chapelle de Notre-Dame-de-Vaulx, en place de la Mairie.
- le monument aux morts communal dans le cimetière.

### Patrimoine civil

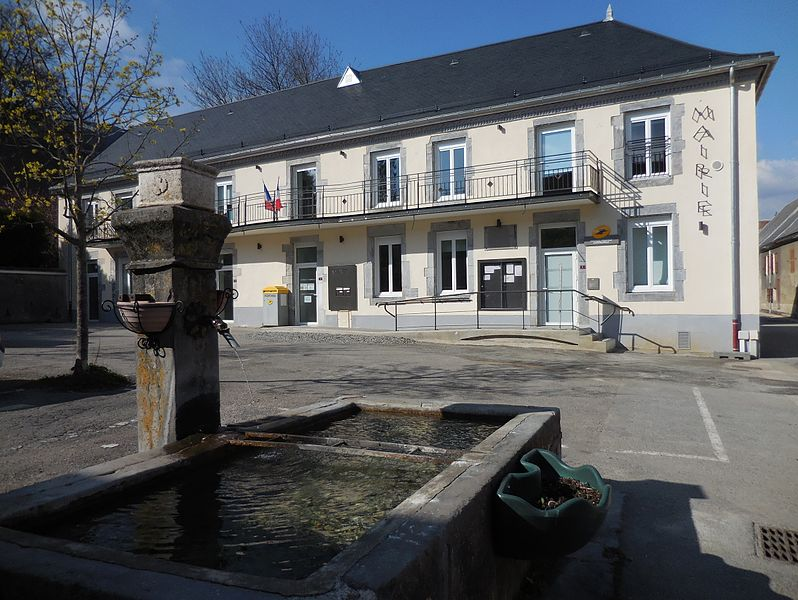
À gauche, la mairie au rez-de-chaussée et la bibliothèque au 1er étage. À droite, la poste communale.

L'hôtel de ville de la commune située, place de la République

### Patrimoine culturel
La bibliothèque du Pays de Vaulx est situé sur la place de la République

### Héraldique
|  | Notre-Dame-de-Vaulx possède des armoiries dont l'origine et le blasonnement exact ne sont pas disponibles. |